# パーレヴォ駅
パーレヴォ駅（パーレヴォえき、ロシア語: Станция Палево）は、ロシア連邦サハリン州パーレヴォ村にあるロシア鉄道コルサコフ-ノグリキ線の駅である。

## 歴史
- 1975年 - コルサコフ-ノグリキ線 ポページノ駅 - ティモフスク駅間開通により開業。

## 運行状況
ユジノサハリンスク駅発の特急列車が1往復停車する。

## 周辺
ゾナリノエ空港が東にある。